# Charles Hawtrey
Charles Hawtrey, születési nevén George Frederick Joffe Hartree, (Hounslow, Middlesex grófság, Egyesült Királyság, 1914. november 30. – Deal, Kent grófság, 1988. október 27.), brit színpadi és filmszínész, komikus. Legismertebb szerepeit az 1960-as, 1970-es években, a Folytassa… filmvígjáték-sorozatban alakította.
A „Charles Hawtrey” művésznevet 1925-ben vette fel. Nem volt rokona Sir Charles Hawtrey (1858–1923) brit színésznek.

## Élete

### Pályakezdése
George Frederick Joffe Hartree 1914 végén az angliai Middlesex grófságban született, William John Hartree (1885-1952) és Alice Hartree (született Alice Crow, 1880-1965) gyermekeként. Bár apja egyszerű autószerelő volt Londonban, a fiú a színjátszásra kapott rá igen hamar. 1922-ben és 1923-ban kisebb gyermekszerepet kapott két filmben.
Mivel családi nevének (Hartree) kiejtése hasonlított az Anglia-szerte ünnepelt idős színpadi színész, Sir Charles Hawtrey vezetéknevéhez, a fiút állandóan arról faggatták, nem rokona-e a színészóriásnak? 1925-ben – két évvel az ünnepelt Sir Charles Hawtrey halála után – a 11 éves George Hartree felvette nagy elődjének nevét. Ettől kezdve Charles Hawrtey néven szerepelt, és nem ellenkezett, amikor azt feltételezték, ő Sir Charles későn született fia.
1925-től varietékben lépett fel gyermek-színészként és zongoristaként. Színházi „deszkákon” 11 évesen debütált, Bournemouth elővárosában, a boscombe-i színház The Windmill c. előadásán. 1929-ben szerepelt a rádióban is, Norman Bones gyermek-nyomozó szerepében, ez országos ismertséget szerzett neki. Megismerkedett a hírneves Will Hay (1888–1949) színésszel és rendezővel, aki később több filmszerephez segítette ifjú pártfogoltját. 1931-ben Hawtrey a londoni Palladium színház a Pán Péter-ében játszott mellékszerepet, és jó kritikákat kapott.
Londonban elvégezte a magas presztízsű Italia Conti színiakadémiát (Italia Conti Academy of Theatre Arts). Színművészi és színházi rendezői képzettséget szerzett. Felnőtt színészi pályáját 18 éves korában, 1932-ben Londonban, a Scala színházban kezdte, énekes szerepben, a Bluebell in Fairyland című karácsonyi gyermekoperában, a Fehér Macskát és a fekete cipőpucolót (Bootblack) alakította. Vidéki színházakban is játszott, így pl. az aberdeeni His Majesty’s Theatre-ban.
1937–1942 között Hawtrey, a veterán Willy Hay oldalán négy filmben is sikerrel szerepelt (Good Morning, Boys, Where’s That Fire?, The Ghost of St Michaels és The Goose Steps Out. Ezzel párhuzamosan 1939-ben a londoni Old Vic színház A makrancos hölgy előadásain Gremió szerepében zajos színpadi sikert is aratott.
Hawtrey gyermekkora óta kiválóan zongorázott. A második világháború éveiben katonai szolgálatra hívták be, itt gyakran játszott a katonák számára rendezett koncerteken, előadásokon.

### AFolytassa…-sorozat
Legnépszerűbb komikus szerepeit 1958-tól játszhatta el, amikor beválogatták a Folytassa… filmvígjáték-sorozat első darabjába, a Folytassa, őrmester!-be, amelyet Gerald Thomas rendezett. Hawtrey a sorozat további 29 filmjéből 22-ben szerepet kapott. A sorozat egyik legmarkánsabb karakterévé vált, az Egyesült Királyság egyik legismertebb és legnépszerűbb komikusává avanzsált. Legtöbbször együgyű (vagy annak látszó), csetlő-botló, okoskodó toplák figurát alakított, aki állandóan útjába kerül a többieknek, vagy önállótlan, rögeszmés „óriáscsecsemőt”, aki közben persze ki van éhezve a szerelemre is, és emiatt mindenféle bonyodalomba keveredik. Ezután a Folytassa… minden filmjében szerepelt, 1962-ig, ekkor a Folytassa a hajózást! forgatása előtt Hawtrey magasabb gázsit követelt, mondván, ő minden más szereplőnél több Folytassa… -filmben szerepelt eddig. Peter Rogers producer és Gerald Thomas rendező visszautasították Hawtrey követelését, és kihagyták őt a filmből. Végleges szakítás is szóba került, de később megegyeztek, és Hawtrey visszakerült a következő filmekbe. Az 1965-ös Folytassa, cowboy!-ban „Nagy Rakás” indiánfőnököt (Chief Big Cheap) alakította, aki „Aranyér a Medve-csapáson!!!” kiáltással ront be a ivóba, hogy a rögvest hanyatt-homlok elvágtató szerencsevadászok otthagyott piáját megszerezze, és a sárga földig leigya magát. „Nagy Rakás” filmbéli fiát, „Kis Rakást” (Little Heap) a Hawtrey-nél fél méterrel magasabb, óriás termetű Bernard Bresslaw alakította…
1972-ben hasonló vita miatt majdnem kihagyták a Folytassa külföldön! szereplői közül. Ezután a film után Hawtrey gyakorlatilag kivonult a játékfilmes szakmából, súlyosbodó alkoholizmusa miatt. A következő másfél évtizedben csak kis kámeaszerepeket kapott. Önéletrajzában Barbara Windsor is ír a színésztársa alkoholizmusáról. Maga Hawtrey később így nyilatkozott a Folytassa…-korszakról: „Nem lettem gazdag ezektől a filmektől, de világszerte ismertté váltam.”

### Magánélete
Felnőtt életének hosszú szakaszát töltötte beteg anyja gondozásával, aki idős korára demenciában szenvedett, 1965-ben bekövetkezett haláláig. Maga Hawtrey egész életében agglegény maradt, szabad idejében régiségeket gyűjtött. Homoszexuális volt, de magánéletét 1967-ig gondosan elrejtette a nyilvánosság elől, mivel ez az Egyesült Királyságban addig bűncselekménynek minősült. Sajátos humorát sokan kedvelték. Barátait kiszámíthatatlan, abszurd fordulatokban bővelkedő szövegekkel szórakoztatta. Szoros barátságot tartott Joan Sims-szel, a Folytassa…-sorozat másik ünnepelt sztárjával. Súlyos alkoholizmusa és (1967 után) gátlástalanul gyakorolt promiszkuitása miatt azonban legtöbb barátja elhagyta.

### Utolsó évei
1972 után többé már nem filmezett, eltekintve két 1979-es apró kámeaszereptől, és 1987-ben a Szupernagyi sorozatban elvállalt Clarence of Claridge herceg szerepétől. Életének utolsó évtizedében Hawtrey Kentben élt, egy eldugott erdei házikóban. 1984 augusztusában az újságok címlapjára került, mert háza kigyulladt egy égve hagyott cigarettától. Hawtrey-t és az ágyában talált, nála sokkal fiatalabb fiút a tűzoltók mentették ki.
1988-ban Joan Simsszel, Kenneth Williamsszel és néhány más Folytassa…-szereplővel közösen egy új Folytassa…-film forgatását tervezte. Áprilisban azonban Kenneth Williams elhunyt. Október 24-én Hawtrey elesett az utcán, eltörte a combcsontját. A doveri kórházban megállapították, hogy súlyos végtagi érszűkületben szenved. (Egész életében erősen dohányzott.) Életét csak mindkét lábának azonnali amputálásával lehetett volna megmenteni, de Hawtrey visszautasította a műtétet, mondván, „állva akar meghalni”. Három nap múlva, október 27-én egy kenti hospice-ban elhunyt. Hamvait a London közelében működő mortlake-i krematórium szóratta szét. Az eseményen sem barátai, sem családtagjai nem vettek részt. Az új Folytassa…-film terve hamvába holt.

## Emlékezete
A népszerű komikus emlékét több művésztársa megörökítette. A Smiths együttes 2001-es albumának borítójára Hawtrey portréját tette. 2000-ben Terry Johnson rendező romantikus tévéfilmet készített Cor, Blimey! címmel Sid James és Barbara Windsor afférjáról, amely a Folytassa…-sorozat filmjeinek forgatása idején zajlott. Hawtrey szerepét Hugh Walters alakítja. 2006-ban Andy De Emmony rendező életrajzi filmet forgatott Kenneth Williamsről, annak hátrahagyott naplói alapján, Kenneth Williams: Fantabulosa!  címmel, ebben Hawtrey-t David Charles játszotta.

## Magyar hangjai
Magyarországon Hawtrey 26 filmjét mutatták be. Különböző szerepeiben (különböző időkben) sok szinkronszínész kölcsönözte neki a hangját (Gera Zoltán, Maros Gábor, Karácsonyi Zoltán, Lippai László, Szacsvay László, Szuhay Balázs, Háda János, Kassai Károly, Harsányi Gábor, Balázsi Gyula, Csuha Lajos, Erdődy Kálmán, Görög László, Gyenge Árpád, Halmágyi Sándor, Körmendi János, Pathó István, Soós László, Tahi Tóth László, Versényi László).

## Fontosabb filmszerepei
- 1936: Szabotázs, rendezte Alfred Hitchcock (neve nem szerepel)
- 1944: Canterburyi mesék, rend. Michael Powell, Pressburger Imre (Thomas Duckett )
- 1949: Útlevél Pimlicóba, rend. Henry Cornelius (Bert Fitch)
- 1951: The Galloping Major, rend. Henry Cornelius (Lew Rimmel)
- 1952: You’re Only Young Twice, rend. Terry Bishop (Adolphus Hayman)
- 1955: As Long as They’re Happy, rend. J. Lee Thompson (Teddy boy)
- 1955: A pillanat embere, rend. John Paddy Carstairs (neve nem szerepel)
- 1957–1961: The Army Game (tévésorozat), („Professzor” Hatchett közlegény)
- 1958–1972: Folytassa…-sorozat 22 filmje
- 1987: Szupernagyi sorozat, Hivatalos látogatás (State Visit) epizód, (Clarence, Claridge hercege)